# Supercopa de España 1983
La Supercopa de España 1983 è stata la seconda edizione della Supercoppa di Spagna.
Si è svolta nell'ottobre e novembre 1983 in gara di andata e ritorno tra l'Athletic Bilbao, vincitore della Primera División 1982-1983, e il Barcellona, vincitore della Coppa del Re 1982-1983.
A conquistare il titolo è stato il Barcellona che ha vinto la gara di andata a Bilbao per 3-1 e ha perso quella di ritorno a Barcellona per 1-0.

## Partecipanti
| Squadre         | Qualificazione                             | Partecipazioni precedenti (il grassetto indica la vittoria) |
| --------------- | ------------------------------------------ | ----------------------------------------------------------- |
| Athletic Bilbao | Vincitore della Primera División 1982-1983 | Nessuna                                                     |
| Barcellona      | Vincitore della Coppa del Re 1982-1983     | Nessuna                                                     |

## Tabellini

### Andata
| Arbitro: | García de Loza |

|             |           |                                    |
| Sarabia 45’ | Marcatori | 31’ Alexanko 48’ Carrasco 77’ Rojo |

| Athletic Bilbao | Barcellona |

| Athletic Bilbao: |   |                     |  |     |
|                  |   |                     |  |     |
| P                | 1 | Andoni Zubizarreta  |  |     |
| D                |   | Santiago Urquiaga   |  |     |
| D                |   | Íñigo Liceranzu     |  |     |
| D                |   | Patxi Salinas       |  |     |
| D                |   | Luis de la Fuente   |  | 63’ |
| C                |   | Miguel de Andrés    |  |     |
| C                |   | José Ramón Gallego  |  | 63’ |
| C                |   | Ismael Urtubi       |  |     |
| A                |   | José María Noriega  |  |     |
| A                |   | Manuel Sarabia      |  |     |
| A                |   | Estanislao Argote   |  |     |
| Sostituzioni:    |   |                     |  |     |
| C                |   | Miguel Ángel Sola   |  | 63’ |
| C                |   | Juan José Elgezabal |  | 63’ |
| Allenatore:      |   |                     |  |     |
| Javier Clemente  |   |                     |  |     |

| Barcellona:        |    |                         |  |     |
|                    |    |                         |  |     |
| P                  | 1  | Urruti                  |  |     |
| D                  |    | José Ramón Alexanko     |  |     |
| D                  |    | Migueli                 |  |     |
| D                  |    | Julio Alberto           |  |     |
| C                  |    | Tente Sánchez (c)       |  |     |
| C                  |    | Periko Alonso           |  |     |
| C                  |    | Esteban Vigo            |  | 73’ |
| C                  |    | Víctor Muñoz            |  |     |
| A                  | 11 | Francisco José Carrasco |  |     |
| A                  |    | Urbano                  |  |     |
| A                  |    | Marcos Alonso           |  | 82’ |
| Sostituzioni:      |    |                         |  |     |
| A                  |    | Juan Carlos Pérez Rojo  |  | 73’ |
| A                  |    | Paco Clos               |  | 82’ |
| Allenatore:        |    |                         |  |     |
| César Luis Menotti |    |                         |  |     |

### Ritorno
| Arbitro: | Soriano Aladrén |

|  |           |           |
|  | Marcatori | 3’ Endika |

| Barcellona | Athletic Bilbao |

| Barcellona:        |    |                         |     |     |
|                    |    |                         |     |     |
| P                  | 1  | Urruti                  |     |     |
| D                  |    | José Ramón Alexanko     |     |     |
| D                  |    | Migueli                 |     |     |
| D                  |    | Julio Alberto           | 26’ |     |
| C                  |    | Tente Sánchez (c)       |     |     |
| C                  |    | Periko Alonso           |     |     |
| C                  |    | Esteban Vigo            | 32’ | 76’ |
| C                  |    | Víctor Muñoz            |     |     |
| A                  | 11 | Francisco José Carrasco |     |     |
| A                  |    | Urbano                  |     | 67’ |
| A                  |    | Marcos Alonso           |     |     |
| Sostituzioni:      |    |                         |     |     |
| A                  |    | Pichi Alonso            |     | 46’ |
| A                  |    | Quini                   |     | 67’ |
| Allenatore:        |    |                         |     |     |
| César Luis Menotti |    |                         |     |     |

| Athletic Bilbao: |   |                    |     |     |
|                  |   |                    |     |     |
| P                | 1 | Andoni Zubizarreta |     |     |
| D                |   | Santiago Urquiaga  |     |     |
| D                |   | Luis de la Fuente  |     |     |
| D                |   | Patxi Bolaños      |     |     |
| D                |   | Genar Andrinua     |     |     |
| D                |   | Patxi Salinas      | 25’ |     |
| C                |   | Edorta Murúa       | 48’ |     |
| C                |   | Miguel Ángel Sola  |     | 30’ |
| C                |   | Rubén Bilbao       |     |     |
| A                |   | Endika             |     |     |
| A                |   | Julio Salinas      |     |     |
| Sostituzioni:    |   |                    |     |     |
| C                |   | Pizo Gómez         |     | 30’ |
| Allenatore:      |   |                    |     |     |
| Javier Clemente  |   |                    |     |     |